# キミと僕。/最強 Summer!!
「キミと僕。/最強 Summer!!」（キミとぼく。/さいきょうサマー）は、GEMの配信限定シングル。2017年8月16日にiDOL Streetから発売された。なお、武田舞彩は留学による活動休止中のため本作には参加していない。2018年3月31日にGEMは解散したため、本作が最後にリリースされた作品となった。

## 概要
「イベント会場/mu-moショップ限定商品」（ミュージックカード×11形態）の1種11形態で発売。ミュージックカードのみのリリースでCDは発売されない。これは2015年6月28日に3作同時発売された「No Girls No Fun」、「You You You」、「Delightful Days」以来のことである。GEMの公式サイトではミュージックカードのみの販売だったシングルは「SINGLE」ではなく「OTHERS」に分類するため、本作は「8thシングル」にはならない。なお、解散した2018年時点で本作のMVはYouTube、GYAO!およびdTVのいずれのサイトでも公開されていない。
「キミと僕。」はこれまでのGEMにない「"ヘドバン"する激しい楽曲」としてメディアに取り上げられているが、一方でGEM初の夏曲であるという点が特筆される。これまでに発表されたGEMの曲の中で季節を特定できる歌詞が含まれる曲は『departure』のみだった。

### 初披露・初OA
「キミと僕。」は2017年5月6日に愛知県の「DIAMOND HALL」で開催された「GEM YUMENO TSUBOMI 〜追加笑歩〜」で初披露された。ラジオでは2017年6月22日にラジオ日本の「GEM伊藤千咲美と西田ひらりのちさひらCafe」で初OAされた(金澤がゲスト出演した回)。
「最強 Summer!!」は2017年6月12日に「新宿BLAZE」で開催された「GEM 4th Anniversary Live 〜YUMENO TSUBOMI〜」で初披露された。ラジオでは2017年7月20日にラジオ日本の「GEM伊藤千咲美と西田ひらりのちさひらCafe」で初OAされた(伊山がゲスト出演した回)。

## 収録曲
作詞者名、作曲者名はNexToneの作品データベースに登録されている内容に基づいて記述する。編曲者名はAWAの楽曲クレジットで表示される内容に基づいて記述する。
1. キミと僕。
作詞：城ヶ崎マリア 作曲：石田健太 編曲：小林哲也, 石田健太
2. 最強 Summer!!
作詞：etsuco, DJ Mass(VIVID Neon*) 作曲：DJ Mass(VIVID Neon*), haruhito miyashita, etsuco 編曲：DJ Mass(VIVID Neon*), haruhito miyashita
3. キミと僕。(Instrumental)
4. 最強 Summer!! (Instrumental)

## 音楽配信
どのサービスもミュージックカード収録曲のうちInstrumentalを除く2曲が配信されている。本作もハイレゾ音源はリリースされなかった。

## イベント
ミュージックカードはCDショップ店頭では販売されないので訪店イベントは行われないはずだが、新作を出すと必ずGEMを呼ぶHMVららぽーと豊洲は本作でもリリースイベントを開催した。
| 日程                                     | 公演名                 | 会場                            | 備考 |
| ---------------------------------------- | ---------------------- | ------------------------------- | --- |
| 2017年7月1日                             | リリースイベント       | ららぽーと豊洲                  | 2部制。1部は浴衣撮影会。2部はミニLIVE&グループ握手会。 |
| 2017年9月2日 2017年9月17日 2017年10月8日 | S.P.C.ショップイベント | プレミアヨコハマ プレミアホール | mu-moショップで販売された参加券付き商品購入者対象。 個別握手会(前半2部、9/2と10/8はさらに後半2部の4部制)、個別撮影会+ハイタッチ、グループ撮影会＋推しメンサインポスター、個別お茶会、9/2と10/8は自撮り2ショット撮影会、9/17は個別サイン会、フリーミニLIVEが行われる。 |

また、8月13日に品川グランドホールで行われる「東京アイドル劇場プレミアム　GEM公演」において、終演後にミュージックカード予約購入者対象に行われる特典会では、従来のグループ握手会の他にグループ撮影会と個別撮影会も開催されることになった。GEMはライブやイベントでは開演前・終演後の特典会としては撮影会を行ってこなかったので、今回は異例の対応である。
※他、夏フェスや半年ぶりに復活した定期公演、西田、森岡の生誕祭イベント等においてミュージックカード予約購入者対象の握手会も開催された。